# Rally van Monte Carlo 1986
De Rally van Monte Carlo 1986, formeel 54ème Rallye Automobile de Monte-Carlo, was de 54e editie van de rally van Monte Carlo en de eerste ronde van het wereldkampioenschap rally in 1986. Het was de 148e rally in het wereldkampioenschap rally die georganiseerd wordt door de Fédération Internationale de l'Automobile (FIA). De rally startte met een concentratierit vanuit zes Europese steden: Bad Homburg, Barcelona, Monte Carlo, Lausanne, Parijs en Sestriere, richting Aix-les-Bains, vanuit waar het competitieve gedeelte werd aangevangen met de uiteindelijke finish in Monte Carlo.

## Verslag
De seizoensstart zag Henri Toivonen zijn succes in Groot-Brittannië het jaar ervoor evenaren met een tweede opeenvolgende overwinning voor hem en de Lancia Delta S4; een zege die opnieuw niet zonder de nodige tegenslagen en strijd de zijne werd, maar die hem dit keer door zijn prestaties wel deed verheven tot een potentieel wereldkampioen. De Lancia's bezette de top drie in de openingsfase, met Toivonen die aan het begin van de derde etappe een relatief kleine marge had opgebouwd op zijn teamgenoten Markku Alén en Miki Biasion. Na wat hinder door een verkeerde bandenkeuze, maakte Audi's Walter Röhrl met een paar scherpe tijden een sprong naar voren  tot Toivonen's naaste belager, maar op de lange proef bij Burzet die de derde competitieve dag opende was een lekke band, gepaard met zijn enige reservewiel aan boord welke totaal niet geschikt bleek te zijn voor het type ondergrond, een verdere aderlating voor Röhrl's kansen op een vijfde zege in het evenement. Kort daarna leek Toivonen's voortzetting in de rally in gevaar te komen toen er op de verbindingsroute een passerende personenauto op hem botste. De beduidende schade aan zijn Delta S4 zou echter ter plaatse door de Lancia-monteurs worden hersteld en hoewel de klap het rijgedrag ervan had beïnvloed, kon Toivonen zijn weg zonder veel tijdverlies vervolgen. Inmiddels was het regerend wereldkampioen Timo Salonen, als enige Peugeot-rijder die bespaard bleef van grote problemen, degene die langzamerhand richting de kop van het klassement kroop. Echter een door Toivonen gewaagde bandenwissel op de Saint-Jean-en-Royans proef, waarvan de eerste helft uit droog asfalt bestond en de tweede bedekt was met sneeuw, pakte door een overtuigende teamprestatie goed uit. Hoe dan ook werd er in de navolgende proeven stukje bij beetje terrein ingeleverd op Salonen en toen een tweede bandenstop door Toivonen minder effectief bleek nam Salonen tegen het einde van de voorlaatste etappe de leiding van hem over. De rusthalte tot aan de start van de slotetappe besteedde Toivonen vervolgens nuttig met een verkenningstocht per helikopter over een aantal van de resterende proeven. Hoewel het profijt hiervan niet gelijk werd bewezen, koos Toivonen voor de volledig droge Saint-Sauveur proef precies de goede banden, terwijl Salonen daar anticipeerde op een nat parcours, en hij zodoende de koppositie weer inlijfde. Toivonen zou zijn voorsprong tot aan het einde van de rally uitbouwen op Salonen, die zich genoegen stelde met een tweede plaats, terwijl het podium daarachter door Hannu Mikkola op plaats drie volledig Fins werd gekleurd; de oudgediende die met een consistent optreden teamgenoot Röhrl als vierde nog wist voor te blijven. Juha Kankkunen in zijn eerste optreden voor Peugeot ronde de top vijf af.

## Programma
| Etappe | Datum                | Klassementsproeven                 | Competitieve afstand               |
| ------ | -------------------- | ---------------------------------- | ---------------------------------- |
| 1      | Zaterdag 18 januari  | Concentratierit naar Aix-les-Bains | Concentratierit naar Aix-les-Bains |
| 2      | Zondag 19 januari    | 6                                  | 96,80 kilometer                    |
| 3      | Maandag 20 januari   | 5                                  | 126,10 kilometer                   |
| 3      | Dinsdag 21 januari   | 7                                  | 193,90 kilometer                   |
| 3      | Woensdag 22 januari  | 7                                  | 206,10 kilometer                   |
| 4      | Donderdag 23 januari | 7                                  | 147,80 kilometer                   |
| 4      | Vrijdag 24 januari   | 4                                  | 110,40 kilometer                   |
|        |                      |                                    |                                    |
| Totaal | Totaal               | 36                                 | 881,10 kilometer                   |

## Resultaten
| Algemene top tien | Algemene top tien | Algemene top tien       | Algemene top tien                    | Algemene top tien | Algemene top tien | Algemene top tien                            | Algemene top tien                            |
| Pos.              | #                 | Rijder                  | Auto                                 | Gr/kl             | Tijd              | Eerste                                       | Punten                                       |
| Pos.              | #                 | Navigator               | Inschrijving                         | C                 | Straftijd         | Vorige                                       | Punten                                       |
| ----------------- | ----------------- | ----------------------- | ------------------------------------ | ----------------- | ----------------- | -------------------------------------------- | -------------------------------------------- |
| 1.                | 7                 | Henri Toivonen          | Lancia Delta S4                      | B12               | 10:11:24          | 0:00                                         | 20                                           |
| 1.                | 7                 | Sergio Cresto           | Lancia Martini                       | C                 |                   | =                                            | 20                                           |
| 2.                | 1                 | Timo Salonen            | Peugeot 205 Turbo 16 E2              | B12               | 10:15:28          | + 4:04                                       | 15                                           |
| 2.                | 1                 | Seppo Harjanne          | Peugeot Talbot Sport                 | C                 |                   | + 4:04                                       | 15                                           |
| 3.                | 6                 | Hannu Mikkola           | Audi Sport quattro E2                | B12               | 10:18:46          | + 7:22                                       | 12                                           |
| 3.                | 6                 | Arne Hertz              | Audi Sport                           | C                 |                   | + 3:18                                       | 12                                           |
| 4.                | 2                 | Walter Röhrl            | Audi Sport quattro E2                | B12               | 10:20:59          | + 9:35                                       | 10                                           |
| 4.                | 2                 | Christian Geistdörfer   | Audi Sport                           | C                 |                   | + 2:13                                       | 10                                           |
| 5.                | 4                 | Juha Kankkunen          | Peugeot 205 Turbo 16 E2              | B12               | 10:39:47          | + 18:23                                      | 8                                            |
| 5.                | 4                 | Juha Piironen           | Peugeot Talbot Sport                 | C                 |                   | + 9:48                                       | 8                                            |
| 6.                | 8                 | Bruno Saby              | Peugeot 205 Turbo 16 E2              | B12               | 10:45:54          | + 34:30                                      | 6                                            |
| 6.                | 8                 | Jean-François Fauchille | Peugeot Talbot Sport                 | C                 |                   | + 16:07                                      | 6                                            |
| 7.                | 12                | Salvador Servià         | Lancia Rally 037                     | B12               | 10:58:32          | + 47:08                                      | 4                                            |
| 7.                | 12                | Jordi Sabater           | RACC Bendiberica                     | B12               |                   | + 12:38                                      | 4                                            |
| 8.                | 25                | Alain Oreille           | Renault 11 Turbo                     | A6/7              | 11:23:47          | + 1:12:23                                    | 3                                            |
| 8.                | 25                | Sylvie Oreille          | Alain Oreille                        | A6/7              |                   | + 25:15                                      | 3                                            |
| 9.                | 22                | Kenneth Eriksson        | Volkswagen Golf GTI 16V              | A6/7              | 11:26:56          | + 1:15:32                                    | 2                                            |
| 9.                | 22                | Peter Diekmann          | Volkswagen Motorsport                | C                 |                   | + 3:09                                       | 2                                            |
| 10.               | 20                | Franz Wittmann          | Volkswagen Golf GTI 16V              | A6/7              | 11:32:08          | + 1:20:44                                    | 1                                            |
| 10.               | 20                | Matthias Feltz          | Volkswagen Motorsport                | C                 |                   | + 5:12                                       | 1                                            |
| DNF top tien      |                   |                         |                                      |                   |                   |                                              |                                              |
| Pos.              | #                 | Rijder                  | Auto                                 | Gr/kl             | KP                | Reden                                        | Reden                                        |
| Pos.              | #                 | Navigator               | Inschrijving                         | C                 | KP                | Reden                                        | Reden                                        |
| DNF               | 3                 | Markku Alén             | Lancia Delta S4                      | B12               | 16                | Nokkenas                                     | Nokkenas                                     |
| DNF               | 3                 | Ilkka Kivimäki          | Lancia Martini                       | C                 | 16                | Nokkenas                                     | Nokkenas                                     |
| DNF               | 5                 | Tony Pond               | MG Metro 6R4                         | B12               | TC 6              | Ongeluk op verbindingsroute / teruggetrokken | Ongeluk op verbindingsroute / teruggetrokken |
| DNF               | 5                 | Rob Arthur              | Austin Rover World Championship Team | C                 | TC 6              | Ongeluk op verbindingsroute / teruggetrokken | Ongeluk op verbindingsroute / teruggetrokken |
| DNF               | 9                 | Miki Biasion            | Lancia Delta S4                      | B12               | TC 31             | Ongeluk op verbindingsroute                  | Ongeluk op verbindingsroute                  |
| DNF               | 9                 | Tiziano Siviero         | Lancia Martini                       | C                 | TC 31             | Ongeluk op verbindingsroute                  | Ongeluk op verbindingsroute                  |
| DNF               | 10                | Michèle Mouton          | Peugeot 205 Turbo 16                 | B12               | 14                | Oliedruk                                     | Oliedruk                                     |
| DNF               | 10                | Terry Harryman          | Peugeot Talbot Deutschland           | B12               | 14                | Oliedruk                                     | Oliedruk                                     |
| DNF               | 11                | Malcolm Wilson          | MG Metro 6R4                         | B12               | 12                | Transmissie                                  | Transmissie                                  |
| DNF               | 11                | Nigel Harris            | Austin Rover World Championship Team | C                 | 12                | Transmissie                                  | Transmissie                                  |
| DNF               | 14                | Ingvar Carlsson         | Mazda Familia 4WD                    | A8                | 19                | Versnellingsbak                              | Versnellingsbak                              |
| DNF               | 14                | Jan-Olof Bohlin         | Mazda Rally Team Europe              | C                 | 19                | Versnellingsbak                              | Versnellingsbak                              |
| DNF               | 15                | Jean-Claude Andruet     | Citroën BX 4TC                       | B12               | 7                 | Ongeluk                                      | Ongeluk                                      |
| DNF               | 15                | Annick Peuvergne        | Citroën Compétitions                 | C                 | 7                 | Ongeluk                                      | Ongeluk                                      |
| DNF               | 16                | Achim Warmbold          | Mazda Familia 4WD                    | A8                | 4                 | Motor                                        | Motor                                        |
| DNF               | 16                | "Biche"                 | Mazda Rally Team Europe              | C                 | 4                 | Motor                                        | Motor                                        |
| DNF               | 17                | Philippe Wambergue      | Citroën BX 4TC                       | B12               | 2                 | Hydraulisch                                  | Hydraulisch                                  |
| DNF               | 17                | Jean-Bernard Vieu       | Citroën Compétitions                 | C                 | 2                 | Hydraulisch                                  | Hydraulisch                                  |
| DNF               | 19                | Giovanni Del Zoppo      | Fiat Uno Turbo                       | A6/7              | 7                 | Ongeluk                                      | Ongeluk                                      |
| DNF               | 19                | Loris Roggia            | Jolly Club                           | A6/7              | 7                 | Ongeluk                                      | Ongeluk                                      |

## Statistieken

#### Klassementsproeven
| Etappe | Datum      | KP                                 | Starttijd                          | Naam                                  | Lengte                             | Snelste rijder                     | Tijd                               | Gem. snelheid                      | Rallyleider    |
| ------ | ---------- | ---------------------------------- | ---------------------------------- | ------------------------------------- | ---------------------------------- | ---------------------------------- | ---------------------------------- | ---------------------------------- | -------------- |
| 1      | 18 januari | Concentratierit naar Aix-les-Bains | Concentratierit naar Aix-les-Bains | Concentratierit naar Aix-les-Bains    | Concentratierit naar Aix-les-Bains | Concentratierit naar Aix-les-Bains | Concentratierit naar Aix-les-Bains | Concentratierit naar Aix-les-Bains | geen           |
|        |            |                                    |                                    |                                       |                                    |                                    |                                    |                                    | geen           |
| 2      | 19 januari | 1                                  | 14:33                              | Aillon-le-Jeune                       | 2,60 km                            | Miki Biasion                       | 1:35                               | 98,53 km/u                         | Miki Biasion   |
| 2      | 19 januari | 2                                  | 16:43                              | La Soffaz - Samuaz                    | 9,10 km                            | Henri Toivonen                     | 7:57                               | 68,68 km/u                         | Henri Toivonen |
| 2      | 19 januari | 3                                  | 17:31                              | Chamoux                               | 13,70 km                           | Timo Salonen                       | 11:05                              | 74,17 km/u                         | Henri Toivonen |
| 2      | 19 januari | 4                                  | 18:24                              | Saint-Pierre-d'Allevard - Theys       | 13,00 km                           | Henri Toivonen                     | 8:49                               | 88,47 km/u                         | Henri Toivonen |
| 2      | 19 januari | 5                                  | 20:03                              | Véniper - La Feclaz                   | 14,40 km                           | Henri Toivonen                     | 9:02                               | 95,65 km/u                         | Henri Toivonen |
| 2      | 19 januari | 6                                  | 20:56                              | Café Carret - Le Sappey-en-Chartreuse | 44,00 km                           | Henri Toivonen                     | 31:15                              | 84,48 km/u                         | Henri Toivonen |
|        |            |                                    |                                    |                                       |                                    |                                    |                                    |                                    | Henri Toivonen |
| 3      | 20 januari | 7                                  | 14:16                              | Saint-Sauveur-en-Rue - Saint-Régis    | 16,50 km                           | Markku Alén                        | 8:30                               | 116,47 km/u                        | Henri Toivonen |
| 3      | 20 januari | 8                                  | 15:19                              | Saint-Bonnet-le-Froid                 | 26,00 km                           | Henri Toivonen                     | 13:36                              | 114,71 km/u                        | Henri Toivonen |
| 3      | 20 januari | 9                                  | 16:02                              | Lalouvesc                             | 18,70 km                           | Henri Toivonen                     | 10:33                              | 106,35 km/u                        | Henri Toivonen |
| 3      | 20 januari | 10                                 | 17:55                              | Le Moulinon - Antraigues              | 37,20 km                           | Walter Röhrl                       | 24:51                              | 89,82 km/u                         | Henri Toivonen |
| 3      | 20 januari | 11                                 | 19:15                              | La Souche                             | 27,70 km                           | Walter Röhrl                       | 15:59                              | 103,98 km/u                        | Henri Toivonen |
| 3      | 21 januari | 12                                 | 9:58                               | Burzet                                | 45,50 km                           | Bruno Saby                         | 25:34                              | 106,78 km/u                        | Henri Toivonen |
| 3      | 21 januari | 13                                 | 12:04                              | Saint-Montan                          | 31,00 km                           | Bruno Saby                         | 20:16                              | 91,78 km/u                         | Henri Toivonen |
| 3      | 21 januari | 14                                 | 16:13                              | Savoillan                             | 17,00 km                           | Bruno Saby                         | 9:12                               | 110,87 km/u                        | Henri Toivonen |
| 3      | 21 januari | 15                                 | 18:02                              | Rosans                                | 31,00 km                           | Bruno Saby                         | 19:11                              | 96,96 km/u                         | Henri Toivonen |
| 3      | 21 januari | 16                                 | 19:11                              | Saint-Nazaire-le-Désert               | 23,70 km                           | Bruno Saby                         | 15:22                              | 92,54 km/u                         | Henri Toivonen |
| 3      | 21 januari | 17                                 | 21:44                              | Saint-Jean-en-Royans                  | 32,20 km                           | Henri Toivonen                     | 19:29                              | 99,16 km/u                         | Henri Toivonen |
| 3      | 21 januari | 18                                 | 23:35                              | Glandage                              | 13,50 km                           | Miki Biasion                       | 7:22                               | 109,95 km/u                        | Henri Toivonen |
| 3      | 22 januari | 19                                 | 0:30                               | Les Savoyons - Sigoyer                | 32,00 km                           | Timo Salonen                       | 23:01                              | 83,42 km/u                         | Henri Toivonen |
| 3      | 22 januari | 20                                 | 6:03                               | Chorges - Embrun                      | 30,00 km                           | Miki Biasion                       | 18:46                              | 95,91 km/u                         | Henri Toivonen |
| 3      | 22 januari | 21                                 | 7:00                               | Saint-Sauveur                         | 20,00 km                           | Juha Kankkunen                     | 16:31                              | 72,65 km/u                         | Henri Toivonen |
| 3      | 22 januari | 22                                 | 8:39                               | Col de Garcinets                      | 22,70 km                           | Miki Biasion                       | 18:29                              | 73,69 km/u                         | Henri Toivonen |
| 3      | 22 januari | 23                                 | 9:23                               | Sisteron - Thoard                     | 37,10 km                           | Timo Salonen Walter Röhrl          | 28:21                              | 78,52 km/u                         | Timo Salonen   |
| 3      | 22 januari | 24                                 | 12:21                              | Trigance - Castellane                 | 33,80 km                           | Walter Röhrl                       | 20:46                              | 97,66 km/u                         | Timo Salonen   |
| 3      | 22 januari | 25                                 | 13:36                              | Saint-Auban                           | 30,50 km                           | Walter Röhrl                       | 22:19                              | 82,00 km/u                         | Timo Salonen   |
|        |            |                                    |                                    |                                       |                                    |                                    |                                    |                                    | Timo Salonen   |
| 4      | 23 januari | 26                                 | 11:38                              | Col de la Madone 1                    | 18,00 km                           | Timo Salonen                       | 13:33                              | 79,70 km/u                         | Timo Salonen   |
| 4      | 23 januari | 27                                 | 12:59                              | Col de Turini 1                       | 22,40 km                           | Henri Toivonen                     | 17:06                              | 78,60 km/u                         | Timo Salonen   |
| 4      | 23 januari | 28                                 | 14:23                              | Saint-Sauveur 1                       | 22,00 km                           | Henri Toivonen                     | 14:31                              | 90,93 km/u                         | Henri Toivonen |
| 4      | 23 januari | 29                                 | 15:55                              | Puget-Théniers - Touton               | 28,50 km                           | Henri Toivonen                     | 19:04                              | 89,69 km/u                         | Henri Toivonen |
| 4      | 23 januari | 30                                 | 17:24                              | Loda - Lucéram 1                      | 16,50 km                           | Timo Salonen                       | 13:00                              | 76,15 km/u                         | Henri Toivonen |
| 4      | 23 januari | 31                                 | 22:08                              | Col de la Madone 2                    | 18,00 km                           | Henri Toivonen                     | 14:15                              | 75,79 km/u                         | Henri Toivonen |
| 4      | 23 januari | 32                                 | 23:29                              | Col de Turini 2                       | 22,40 km                           | Henri Toivonen                     | 18:36                              | 72,26 km/u                         | Henri Toivonen |
| 4      | 24 januari | 33                                 | 0:53                               | Saint-Sauveur 2                       | 22,00 km                           | Henri Toivonen                     | 16:47                              | 78,65 km/u                         | Henri Toivonen |
| 4      | 24 januari | 34                                 | 2:25                               | Puget-Théniers - Saint-Auban          | 38,40 km                           | Walter Röhrl                       | 25:08                              | 91,67 km/u                         | Henri Toivonen |
| 4      | 24 januari | 35                                 | 3:49                               | Roquesteron                           | 33,50 km                           | Walter Röhrl                       | 26:27                              | 75,99 km/u                         | Henri Toivonen |
| 4      | 24 januari | 36                                 | 5:42                               | Loda - Lucéram 2                      | 16,50 km                           | Walter Röhrl                       | 13:46                              | 71,91 km/u                         | Henri Toivonen |

| KP overwinningen | KP overwinningen |
| Rijder           | Aantal           |
| ---------------- | ---------------- |
| Henri Toivonen   | 13               |
| Walter Röhrl     | 8                |
| Bruno Saby       | 5                |
| Timo Salonen     | 5                |
| Miki Biasion     | 4                |
| Markku Alén      | 1                |
| Juha Kankkunen   | 1                |

## Kampioenschap standen

#### Rijders
| Pos. | Rijder         | Pnt. |
| ---- | -------------- | ---- |
| 1    | Henri Toivonen | 20   |
| 2    | Timo Salonen   | 15   |
| 3    | Hannu Mikkola  | 12   |
| 4    | Walter Röhrl   | 10   |
| 5    | Juha Kankkunen | 8    |

#### Constructeurs
| Pos. | Constructeur          | Pnt. |
| ---- | --------------------- | ---- |
| 1    | Lancia Martini        | 20   |
| 2    | Peugeot Talbot Sport  | 17   |
| 3    | Audi Sport            | 14   |
| 4    | Volkswagen Motorsport | 9    |

- Noot: Enkel de top 5-posities worden in beide standen weergegeven.